# Ceapaievka, Krînîcikî
Ceapaievka (în ucraineană Чапаєвка) este un sat în comuna Preobrajenka din raionul Krînîcikî, regiunea Dnipropetrovsk, Ucraina.

## Demografie
Componența lingvistică a localității Ceapaievka
     Ucraineană (89,61%)
     Maghiară (9,09%)
     Rusă (1,3%)
Conform recensământului din 2001, majoritatea populației localității Ceapaievka era vorbitoare de ucraineană (89,61%), existând în minoritate și vorbitori de maghiară (9,09%) și rusă (1,3%).